# 帕旺 (米納斯吉拉斯州)
斯帕旺是巴西米纳斯吉拉斯州的一个市镇。总面积599.369平方公里，总人口8868人，人口密度14.8人/平方公里。